# Pavle Vujčić
Pavle Vujčić (* 13. Juli 1953 in Belgrad, Jugoslawien; † 28. Juli 2017 in Santo Domingo, Dominikanische Republik) war ein jugoslawischer bzw. serbischer Geiger, der seit 1983 in der Dominikanischen Republik lebte.

## Leben
Vujčić begann seine musikalische Ausbildung im Alter von sechs Jahren und studierte Violine an der Kunstakademie von Belgrad. Von 1972 bis 1983 war er Solist des Philharmonieorchesters von Belgrad und der Camerata Música Humana sowie Mitglied des jugoslawischen Rundfunk- und Fernsehorchesters. 1983 engagierte ihn Jacinto Gimbernard für das dominikanische Orquesta Sinfónica Nacional, dessen Konzertmeister er 1985 wurde.
1989 gewann er mit dem von ihm gegründeten Trio Amadeus den Premio Casandra, einen weiteren Premio Casandra erhielt er 1991 als klassischer Instrumentalist des Jahres. In den 1990er Jahren gründete er mit Carlos Piantini die Camerata Solistas de Santo Domingo, 2001 mit Militza Iankova, Zvezdana de Tabar und Pablo Polanco das Cuarteto de Cuerdas Gabriel del Orbe. Im Duo trat er mit der Geigerin und Bratschistin Zvezdana Radojković auf. Vujčić wirkte als Professor an der Escuela Elemental Elila Mena und am Conservatorio Nacional de Música.